# خوان سوتو
خوان سوتو (بالإسبانية: Juan Soto) هو مهندس مدني وحكم كرة قدم فنزويلي، ولد في 14 أكتوبر 1977 في كاراكاس في فنزويلا.

## وصلات خارجية
- خوان سوتو على موقع Soccerway.com (الإنجليزية)
- خوان سوتو على موقع أوليمبيديا (الإنجليزية)